# Имангулов, Сулпан Гуссамович
Сулпан Гуссамович Имангулов (баш. Иманғолов Сулпан Ғоссам улы) (1 января 1932, д. Урман-Бишкадак, сейчас — Ишимбайский район Башкортостана — 9 января 2001, Мелеуз, похоронен на родине) — башкирский журналист, поэт-юморист, сатирик, очеркист-исследователь. Лауреат республиканской премии имени Шагита Худайбердина (1996), премии им. Булата Рафикова (2001, посмертно). член Союза писателей СССР, БАССР (с 1980 года). Заслуженный работник культуры Республики Башкортостан.

## Биография
Сулпан Имангулов относится к древнему роду Имангуловых — Искандаровых, поэт прослеживал свою родословную с 1715 года, основываясь на ревизских сказках царского периода.
В 1958 году окончил Стерлитамакское культпросветучилище. В 1961-63 годах заочно учился в школе журналистов в Москве.
С 1964 года, по переезду в Мелеуз, работал переводчиком, корреспондентом, заместителем редактора, заведующим отдела культуры, с 1974 года — корреспондент комитета по телерадиовещанию Башкортостана.
Первый сборник басен «Молоть языком» выпустил в 1969 году.
Исследовал историю родного села Урман-Бишкадак, написал книги о нём, мечтал установить памятник с именами 222 погибших в Великой Отечественной войне земляков с Урман-Бишкадакского сельсовета на вершине священной Торатау.
В 1964 году Сулпан Имангулов инициировал создание существующего до сих пор литературного объединения «Мелеузовские зори» при редакции Мелеузовской газеты.
В последние годы Сулпан Имангулов работал в архивах, восстанавливая доброе имя жертв сталинских репрессий. В 1996 году за книгу очерков «Отчий дом в сердце моем» он был удостоен звания лауреата республиканской премии имени Шагита Худайбердина.

## Публикации
Имангулов — автор около десятка книг, в том числе книги сказок и стихов для детей «Школа на лужайке» [1988).
- Имангулов, С. Г. Кривое зеркало [Текст] : стихи: на баш. яз. / С. Г. Имангулов. — Уфа: Башкнигоиздат, 1980. — 56 с.
- Имангулов, С. Г. Крот в очках [Текст] : фельетоны, басни: на баш. яз. / С. Г. Имангулов. — Уфа: Баш. кн. изд — во, 1985. — 60 с.
- Имангулов, С. Г. Каменная кукла [Текст] : сатирические, юмористические стихи, басни: на баш. яз. / С. Г. Имангулов. — Уфа: Баш. кн. изд — во, 1991. — 160 с.
- Имангулов, С. Г. Каменная липа [Текст] : приключен. повесть: на баш. яз. / С. Г. Имангулов // Хэнэк. −1999. — № 2. — С.7.
- Имангулов, С. Г. Ягоды перестройки [Текст] : на баш. яз. / С. Г. Имангулов // Агидель. — 2001. — № 1. — С. 184—185.
- Имангулов, С. Г. Борозды жизни [Текст] : очерки: на баш. яз. / С. Г. Имангулов. — Уфа: Китап, 2007. — 192 с.